# The Age of Adaline
The Age of Adaline is een Amerikaanse romantische film uit 2015, geregisseerd door Lee Toland Krieger. De hoofdrollen worden vertolkt door Blake Lively en Michiel Huisman.

## Verhaal
In 1908 wordt Adaline geboren. Wanneer ze 29 jaar is, krijgt ze door noodweer een auto-ongeluk waarbij haar auto te water raakt. Als Adaline in het water wordt getroffen door de bliksem, wordt ze immuun voor het ouder worden. Omdat Adaline niet ouder wordt, houdt ze dit geheim voor de buitenwereld. Jarenlang in eenzaamheid leeft ze zonder echt geleefd te hebben en ziet ze haar dochter Flemming ouder worden dan zichzelf. Als Adaline acht decennia later na het ongeluk Ellis ontmoet op een feestje worden de twee op een gegeven moment verliefd op elkaar. Adaline denkt na jaren toch nog het geluk te hebben gevonden totdat Ellis zijn ouders voorstelt en ontdekt dat de vader van Ellis, een oude bekende uit het verleden is. Hij confronteert haar ermee en Adaline vlucht weer weg, maar onderweg krijgt ze weer een ongeluk waardoor haar lichaam weer begint met ouder worden.

## Rolverdeling
| Acteur          | Personage      |
| --------------- | -------------- |
| Blake Lively    | Adaline Bowman |
| Michiel Huisman | Ellis Jones    |
| Harrison Ford   | William Jones  |
| Ellen Burstyn   | Flemming       |
| Kathy Baker     | Kathy Jones    |
| Amanda Crew     | Kikki Jones    |